# Куигли, Кэрролл
Кэрролл Куигли (англ. Carroll Quigley; 1910—1977) — американский историк, ученый и теоретик эволюции цивилизаций.

## Биография
Куигли родился в Бостоне, обучался в Гарвардском университете, где изучал историю и получил степень бакалавра, магистра и доктора наук. Преподавал в Принстонском университете, затем в Гарварде, а затем в Школе дипломатической службы Джорджтаунского университета с 1941 по 1976. С 1941 по 1969 год преподавал двухсеместровый курс в Джорджтауне по развитию цивилизаций.
Согласно некрологу в «Вашингтон стар», многие выпускники Школы дипломатической службы Джорджтаунского университета утверждали, что это был «самый влиятельный курс в ходе их студенческой учёбы». В дополнение к своей академической работе Куигли служил в качестве консультанта министерства обороны США, ВМС США, Смитсоновского института, и в комитете по космонавтике и космическим исследованиям палаты представителей США в 1950-е годы.
Куигли работал рецензентом в «Вашингтон стар» и был сотрудником и членом редколлегии современной истории. Его работа подчеркивала «инклюзивное разнообразие» как ценность западной цивилизации задолго до того, как разнообразие стало общим местом, и он осудил Платонову доктрину, как особенно пагубное отклонение от этого идеала, предпочитая плюрализм Фомы Аквинского. Куигли сказал о себе, что он был консерватором, защищающим либеральную традицию Запада. Он был одним из первых и ожесточенных критиков войны во Вьетнаме, и он был против деятельности военно-промышленного комплекса, в котором он видел будущее падение страны. Куигли подал в отставку из Джорджтаунского университета в июне 1976 года и скончался на следующий год.

## Влияние на Билла Клинтона
На первом курсе в Школе дипломатической службы Джорджтаунского университета, будущий президент США Билл Клинтон взял курс Куигли, получив «хорошо», как его итоговую оценку в обоих семестрах. Клинтон назвал Куигли в качестве важного источника влияния на его чаяния и политическую философию в 1991 году, когда начал свою президентскую кампанию в своей речи в Джорджтауне. Он также отметил Куигли снова во время своей инаугурационной речи в 1992 году на Национальном съезде Демократической партии, а именно: «Будучи подростком, я услышал призывы Джона Кеннеди к гражданскому обществу. А потом, будучи студентом в Джорджтауне, я услышал этот призыв, уточнённый профессором Кэрроллом Куигли, который сказал нам, что Америка была великой страной в истории потому, что наш народ всегда верил в две вещи: что завтра может быть лучше, чем сегодня, и что каждый из нас несет личную моральную ответственность, чтобы сделать это».